# 新北市新店區雙峰國民小學
新北市新店區雙峰國民小學是一所位於台灣新北市新店區的國民小學，前身為「新店國校雙坑分班」，創立於1947年。1951年更名為「新店國校雙坑分校」，1962年8月1日再更名為「雙峰國民學校」，1968年更改為現校名。

## 學區
雙坑里。
開放為全市自由學區。